# Версајски дворац
Версајски дворац (фр. Château de Versailles, Palais et parc de Versailles) је била резиденција француских краљева Луја XIV, Луја XV и Луја XVI. Смештена је на 11 хектара код града Версаја југозападно од Париза, и окружена са 815 хектара паркова. Овај дворац-споменик је чувен у свету по својој лепоти, као и по значајним догађајима који су се ту одиграли. Краљеви су са својим дворјанима били становници дворца од 1682. до 1789, са изузетком неколико година у периоду регентства Филипа, војводе Орленског (1715—1723). Версај је постао симбол врхунца француске монархије.
Дворац Версај је настао као ловачки дворац Луја , који су од 1661. значајно доградиле архитекте Луја XIV: Луј ле Во, Франсоа Дорбеј, Жил Арден-Мансар и Робер де Кот. Унутрашњу декорацију је дизајнирао Шарл Лебрен, а паркове Андре ле Нотр. Тако је настао по многима најлепши од свих двораца Европе. Унутар зидина Версаја живело је око 6.000 људи, а дворац украшавају многобројне фонтане и предивно зеленило. У дворцу се налази и знаменити стони астрономски сат. Важна дворана је Галерија огледала у којој је 1919. године потписан Версајски уговор и тако окончан Први светски рат. Версај престаје бити краљевска резиденција 1789. године након Француске револуције.

### Дворац и парк Версаја у бројкама
Површина дворца је 67.121 m², од којих је око 50.000 отворено за јавност. У њему се налази 700 соба, 2.512 прозора, 352 димњака (у 18. веку 1252), 67 степеништа и 483 огледала. Ту су и око 6000 уметничких слика, 2.100 скулптура и 5.000 комада намештаја и других уметничких предмета.
Парк дворца Версаја простире се на 815 хектара (8.000 пре револуције), од чега су 93 хектара вртови. Парк садржи 200.000 стабала дрвећа и 50ак већих фонтана. Он обухвата више објеката и локација као што су: велики и мали Тријанон, краљичино село, велики и мали канал, менажерија, оранжерија и Швајцарско језеро.

## Зграда дворца

### Први ловачки дворац
Име Версај са собом носи свој некадашњи корен − versare, што значи копати, и односи се на мало село и његове њиве која су се овде налазиле. У селу Версају налазиле су се рушевине старог замка и млин који је Луј XIII користио као склониште када би ишао у лов. Године 1623. краљ је на месту млина подигао малу ловачку кућу у којој је 1624. први пут преноћио. Франсоа де Басомпјер је описао ову кућу као „убоги замак, коме ни сиромашни племић не би завидео“ Када је краљ укрупнио свој посед у Версају, његов архитекта Филиберт де Рој је између 1631. и 1634. проширио здање у трокрилни ловачки дворац. Стари замак је касније уклоњен.
Дворац је био окружен окопом, саграђен од цигле и камена пешчара. Био је украшен у стилу раног француског барока. Ова грађевина се још увек може идентификовати као зграда која окружује „Мермерно двориште“, најмање од три репрезентативна дворишта дворца Версај. После смрти краља Луја XIII, дворац је наследио његов наследник, Луј XIV. Млади краљ је ту често одседао после преузимања власти 1661.
Одлучујући импулс за изградњу новог дворца у Версају дао је министар финансија Никола Фуке. Он је себи саградио спектакуларан дворац Во ле Виконт, који је оставио трајан утицај на дворски барок у Француској, али и разљутио краља. Луј XIV је наслутио да Фуке гради грандиозан дворац новцем из државне касе, па га је сменио и бацио у затвор. Дворац Во, архитекте Луја ле Воа, архитекте паркова Андре ле Нотра и декоратера Шарла Лебрена, демонстрирао је уметничку интеграцију архитектуре и хортикултуре која је била у складу са краљевом намером да себи сагради модерну резиденцију. Луј је разговарао са Фукеовим архитектима и поверио им доградњу малог дворца свога оца. Од 6. маја 1682, краљ је демонстративно пребацио своју владу у овај двор.

### Радови на претварању дворца у резиденцију
Краљ се успротивио савету својих архитеката да изграде сасвим нов дворац, тако да је ловачки дворац током времена адаптиран и уклапан у ново здање. 
Прво су попуњени окопи и грађевина Луја XIII у облику слова U (Corps de Logis) је у периоду од 1668. до 1671. добила тзв. „капут“. Грађевина је уместо касније изграђене Галерије огледала имала велику терасу над баштенском страном галерије у приземљу. У јужном крилу старог дворца направљена је краљичина дворана, а у северном краљева. Од 1678. до 1684, Жил Арден-Мансар је надградио терасу и суседне салоне Галеријом огледала и створио салоне рата и мира. Тако је затворена главна фасада Corps des Logis. Оригинално равни сводови прозора су прерађени у лучне, који одговарају облику огледала у галерији. 
Истовремено са проширењем Corps de Logis, почео је рад на изградњи северног и јужног крила дворца. Оба крила се састоје од две дуге паралелне зграде, једна на страни према башти, а друга према граду. Ово су правоугаоне, међусобно повезане зграде са неколико дворишта. Изградња јужног крила је трајала до 1684, док је касније започето северно грађено до 1689. Радови на градској страни северног крила нису окончани због трошкова Рата за палатинско наслеђе и довршени су у 19. веку. Да би се изградило северно крило, срушена је пећина Тетис, статуама украшена кућа са статуама и фонтанама из 1664. Статуе су пренете у парк дворца мали Тријанон. На месту пећине Тетис налази се дворска капела подигнута 1710, до које се може доћи из северног крила.
После пресељења дворјана у Версај 1682, радило је 22.000 људи на изградњи новог дворца, а по подацима савременика број радника је 1685. достигао 36.000. Крајем 18. века завршена је изградња Версаја у његовим данашњим димензијама. Фасада оријентисана према вртовима је дуга 670 метара.
Грађевине су груписане око низа дворишта у центру, заједно чине велики део града, и оријентисане су тако да воде ка срцу дворца. Велико „Министарско двориште“ се надовезује на „Краљевско двориште“ и на крају на мање „Мермерно двориште“ испред првобитног ловачког дворца. Главна зграда старог дворца је служила као резиденција краља и његове породице, док су пространа крила и остале зграде служиле за дворјане.
Баштенска фасада дворца је декорисана у стилу француског класицистичког барока. У архитектури доминирају хоризонтале, и само стубови и украсне скулптуре разбијају строгост фасаде од пешчара. Завршна балустрада на другом спрату је украшена каменим вазама и представама трофеја. Фасада окренута према граду је рађена у старијем прилагођеном стилу мермерног дворишта. Изграђена је од цигле са истакнутим елементима од пешчара. Сен Симон је описао контраст архитектонских стилова Версаја као „диван и ружан, па зашивен“.
У време Луја XV створена је нова декорација градске стране дворца у стилу класицизма. Старе фасаде је требало украсити обрађеним каменом тако да подсећају на фасаде према врту. Планирана је и купола изнад главне зграде. Из финансијских разлога, од 1771. реновиран је само пропали део фасаде који се од тада зове „Габријелово крило“. Павиљон насупрот њему, такозвано „Дуфурово крило“, прилагођено је у 19. веку због симетрије (радови су трајали пола века). Данас су на фасадама видљиви многи архитектонски стилови. Постојали су око 1780. планови да се целокупна зграда преуреди у стилу револуционарне архитектуре. Овај нереализовани пројекат је замислио Етјен Луис Буле.

### Унутрашња декорација
Државне дворане дизајниране у доба Луја XIV служиле су за глорификацију краља Сунца. Декорација у штуко техници као и теме слика су величале политичке и економске успехе краља и његових претходника. Упадљиво је коришћење мотива из грчке митологије који се алегоријски преносе на краља и његова дела. Луј је увек представљан и одеван као бог Аполон. Као и древни бог светлости и Сунца, Луј носи ауру мистичне божанске природе, која се не супротставља цркви, јер је Луј уједно апсолутни краљ католичке Француске. Поређење са Аполоном доприноси његовој репутацији краља Сунца.

#### Галерија огледала и краљева спаваћа соба
У центру дворца, на првом спрату и целом његовом дужином простире се 75 метара дуга и 10 метара широка „Галерија огледала“ (такође позната као „Галерија Луја XIV“) која повезује салоне рата и мира. Салони су некад били ходници ка апартманима краљевског пара, где је салон рата био намењен краљу, а салон мира краљици. Галерија огледала повезује апартмане краљевског пара. Галерија украшена са 30 слика на таваници уоквирених штуко украсима које глорификују краља, 357 огледала, и мраморним пиластерима оставља изузетан утисак на посетиоца. Седамнаест великих огледала одговара истом броју лучно засвођених прозора на баштенској фасади. Огледала рефлектују слику парка и светлост Сунца по дану, док ноћу рефлектују светлост свећа.
Галерија огледала је коришћена и за прославе, али јој је основна функција била функција дворске променаде, где су се дворјани окупљали у нади да ће срести краља. Пошто није било дозвољено директно се обраћати краљу, надали су се да им се он обратити или да ће их повезати неки утицајни посредник. Величина дворане је била намерно одабрана тако да се на дистанци може мимоићи са нежељеним саговорником.
У средини галерије налази се пролаз ка централној спаваћој соби. Некада је ту био салон који је повезивао собе краља и краљице. После смрти Марије Терезе соба је изгубила ову функцију, па је коришћена као соба за облачење, а од 1701. као помпезна спаваћа соба Луја XIV. То је било место где су се одвијале чувене церемоније краљевог буђења и починка, који је ту у центру свог дворца и своје државе симболизовао дневни циклус Сунца и своје краљевине. У овој соби је и умро 1. септембра 1715.

#### Дворска капела
Пре него што је дворска капела саграђена у северном делу палате, њена изградња је планирана на више локација. Жил Арден-Мансар је првобитно пројектовао капелу са куполом у средишњем делу северног крила, али су ови планови напуштени. Данашња капела има два спрата и висока је 25 метара. Горњи спрат је био намењен краљевској породици, док би на нижој етажи били дворјани. По својој форми капела интегрише средњовековну готику са барокном црквеном архитектуром. Три фреске различитих сликара приказују Бога оца, сина и Светог духа. Црквене оргуље још увек носе оригиналну позлату. У овој капели је одржано венчање краља Луја XVI и Марије Антоанете.

#### Опера
Велика оперска дворана служила је још за банкете, забаве са певањем, и за извођење позоришних комада. Театар од дрвета за 712 гледалаца, са јако добром акустиком, изградио је у северном крилу 1769—1770. Анж Жак Габријел. Бина је висока и дубока 21 метар, при чему јој је ширина 7 метара. Краљевска ложа је у доњем нивоу и нема балкон. Ово решење је требало да омогући краљу Лују XV да неопажено долази и одлази. То је одраз веће жеље за интимом коју су исказивали наследници краља Сунца.

#### Остале просторије
Остале значајне сале дворца Версај су: „салон воловских очију“ (Salon Oeil de boeuf, названа по два велика округла прозора), „Херкулов салон“ и краљичина спаваћа соба. Велике репрезентативне дворане у тешком стилу Луја  практично нису мењане од свог настанка, изузев намештаја. Луј XV и његова породица су више ценили своју приватност, што се види по интимнијим апартманима у стилу Луја . Последње промене у унутрашњем уређењу дворца десиле су се за време Луја XVI и Марије Антоанете (стил Луја XVI). Са одласком краљевске породице из дворца октобра 1789. завршила се епоха Версаја као омиљене краљевске резиденције.
Током векова унутрашњост дворца је стално мењана и допуњавана. Нису само сале и салони мењали декорацију у складу са владајућом модом (зидне облоге у многим собама су биле покретне, па би се у лето и зиму за декорацију користили различити материјали и мотиви), већ би били мењани и читави апартмани, све са променом врата и новим распоредом. Тако је спаваћа соба Луја XVI првобитно била насупрот краљичиној, па је после њене смрти 1683. премештена јужније, док није постављена иза Галерије огледала и према истоку одакле се ујутру појављује сунце. Некада чувено „Степениште амбасадора“ замењено је собама за кћери Луја XV, а постављањем музеја у 19. веку уклоњено је више племићких станова у јужном крилу. 
Версај је имао стотине соба и дворана у којима су се смењивале сале за репрезентацију са стамбеним апартманима, од који се мали број сачувао до данас. Године 1789. дворац је имао 288 станова, 1.252 грејаних соба и 600 соба без камина. Краљевска породица је на располагању имала своје 152 собе.
И поред раскоши, Версај није био комфорно место за живот. Живот на двору лишавао је краљевску породицу и дворјане све приватности. Собе организоване у низу и са високим таваницама биле су познате по промаји и лошем грејању (у јакој зими 1709. флаше са ликером су пуцале од хладноће). Није било, као ни у остатку Европе, ни текуће воде ни сталних тоалета. Људи су у нужди користили посебно адаптиране столице и ноћне посуде и нису се при томе склањали од других. Луј XVI је имао на располагању први тоалет у Француској са испирањем као и више просторија за купање у приземљу. Поседовао је и велику мермерну каду која није сачувана до данас.

## Спољашњост

### Паркови
Дворски парк је уређен у три наврата: 1662—1667, 1668—1677 и 1678—1689. Уређење паркова је започео Жак Бојсо де ла Бродери, док их је Андре ле Нотр проширио и учинио једним од најзначајнијих паркова Европе. Парк је задржао своју непромењену барокну структуру до Француске револуције. У 18. веку било је широм Европе популарно уређење дворских паркова у енглеском стилу. Та мода је мало утицала на паркове Версаја. 
Као и дворац, и паркови су служили глорификацији краља Сунца. Вртови су препуни отворених или сакривених алузија посвећених краљу. Фонтане и скулптуре приказују теме из митологије које се симболично односе на Лујеву владавину. Паркови се терасасто пењу према дворцу што такође сугерише краљев положај.
Звездаста раскршћа су постављена свуда по парку, али главне стазе воде ка доминантној оси која се простире од од великог канала до дворца и даље према граду. То је симбол путева који сви воде до краља. Близу главне зграде дворца налазе се два вештачка језера украшена скулптурама које симболизују реке Француске.
Од северног и јужног крила дворца нижу се декоративне скулптуре и вазе. У удаљеној зони парка понављају се сале дворца, овај пут реализоване на отвореном - у боскетима. Боскети су оивичени орезаним дрвећем, а у центру украшени скулптурама, фонтанама и обликованим баштенским биљкама. Међу познатијим су боскет тријумфалне капије, боскет три фонтане, боскет Аполоново купање, камени боскет, краљичин боскет, дофенов боскет или северни квинкункс, боскет канделабра или средњи квинкункс, Енкеладов боскет...
Сам Луј XIV је написао први водич по своме парку у којем је предложио најлепши пут обиласка паркова: 
Попећемо се до Аполонове фонтане и ту ћемо застати да се дивимо скулптурама и вазама Краљевске алеје, Латониној фонтани и дворцу. Одавде се види велики канал. Ко жели да у истом дану посети менажерију и Тријанон, треба да њих прво посети, а тек онда остале фонтане.
На крају такозваног „зеленог тепиха“, који повезује дворски врт са осталим парковима, налази се „Аполонова фонтана“ из које се бог Сунца симболички уздиже у правцу краља. Иза овог вештачког језера почиње велики канал у облику крста. Канал дели дворски парк, а имао је и функцију да одводњава мочварно земљиште. Током градње канала умрло је на десетине хиљада радника, што због незгода, што због маларије. У време краља Сунца по каналу су пловиле гондоле ка малом насељу под именом „Мала Венеција“. Ту је била усидрена једна копија бојног брода. На јужном крају канала налазила се велика менажерија. Луј XIV је овде држао афричког слона (1668—1681) кога је добио као дипломатски поклон од Португалаца.
За доставу воде у паркове развијен је систем аквадуката и водовода. У близини места Марли ле Роа хиљаде радника је покретало машину из Марлија. То је било велико пумпно постројење које је пумпало воду у паркове дворца Версај. Систем цеви је био дугачак више од 160 километара. Упркос овом дивовском и софистицираном систему, пумпане количине воде нису дозвољавале да све фонтане раде истовремено. Када би краљ Луј XIV ишао у шетњу, у рад би се пуштале оне фонтане поред којих би у том часу пролазио. После његове владавине фонтане су радиле само два сата дневно. Дворски парк је имао више од 1.400 фонтана и више од 75.000 орезиваних стабала дрвећа или украсних жбунова.
За време Луја XIV предузето је пошумљавање делова парка. Због тога је дрвеће уклоњено из неких делова парка и пресађено другде. Сличан подухват је остварен 1990-их.

#### Некадашњи лавиринт
Лавиринт из Версаја је био парк трапезног облика, површине нешто веће од једног хектара, који се налазио у „малом парку“. Био је богато украшен као део дворске палате. Први планови за лавиринт су начињени 1661, док је изградња почела 1664. У периоду 1672—1681. парк је украшен са 39 фонтана. Све оне су биле осликане призорима из из Езопових (Лафонтенових) басни. Свака фонтана је имала и исписан афоризам Исака де Бенсерадеа који се односио на одговарајућу басну. Ово није био уобичајени лавиринт у које је потребно пронаћи излаз или циљ, већ је организован тако да се поред сваке фонтане прође тачно једном. Одржавање лавиринта је било скупо, па је касније остављен пропадању. Коначно је уклоњен 1774. и претворен у парк под именом „краљичин врт“.

### Оранжерија
Испред јужног крила дворца Мансар је саградио оранжерију која је заменила једну мању грађевину Ле Воа. Масивна грађевина је уклопљена у падину. Лево и десно од ње су степеништа са 100 степеница. Централна галерија је дуга 155 метара. Оранжерија је са својим огромним лучно засвођеним прозорима изграђена од камена и изванредан је пример француског каменорезачког заната. Испред зграде је простор који би се лети украсио стотинама малих стабала поморанџе. Зими би се ова стабла чувала у стакленику. На обе стране баште је била водена површина под називом „Швајцарско језеро“.

### Повртњак
Источно од Швајцарског језера налазио се „краљев повртњак“ изграђен 1678. Ову башту, поред које туристи обично само прођу, дизајнирао је Жан-Батист де ла Кинтини. Поред своје употребне вредности повртњак је уметнички украшен у стилу француских ренесансних вртова. Овде се и данас гаје: јагоде, смокве, грожђе и друго воће и поврће. Годишње повртњак произведе до 80 тона воћа и поврћа.

### Мањи дворци у оквиру Версаја
У парку дворца Версај налази се више мањих двораца: велики Тријанон, мали Тријанон и краљичино село.
Пространи велики Тријанон (Grand Trianon) потиче из времена Луја XIV. Био је приватна резиденција краља и његове породице, али је током времена отворен и за остале дворјане. Суседни мали Тијанон (Petit Trianon) саградио је Луј XV за своју љубавницу Мадам де Помпадур. Она је умрла пре него што је мали класицистички дворац сасвим завршен. Касније је Луј XVI поклонио Мали Тријанон Марији Антоанети. Дворац је тада изванредно украшен, парк је преуређен, а у њему је постављен мали театар. Краљица је у близини направила лажно село пратећи моду свога времена. То је такозвано „краљичино село“.
Све ове грађевине биле су удаљене до пола сата хода од главног дворца и нудиле су могућност одмора за краљевску породицу. Версај је у бити био повезан у малу мрежу краљевских резиденција. У истом месту налазио се дворац Клањи, а на само пола сата јахања налазио се дворац Марли који је са својим баштама и фонтанама био један од најчувенијих двораца за одмор у 17. веку. Истом кругу су припадали дворци Сен Жермен на Леју и Сен Клу.

## Трошкови
Иако су се трошкови изградње и одржавања намиривали из буџета, новца је за Версај увек недостајало. Многи планови, као што је уређење фасаде према граду, никада нису могли бити реализовани због недостатка средстава. Некада се дешавало да апсолутистичким краљевима затреба новца, па је тако Луј XIV 1689. продао или претопио сребрни намештај из Галерије огледала да би финансирао Рат за палатинско наслеђе.
Војска је у периодима мира радила на изградњи дворца. Министар финансија Жан-Батист Колбер био је штедљив и све предмете намењене Версају (огледала, гоблене, тканине) добављао је из саме Француске. Чак је и краљ Сунце говорио: 
Најдраже ми је оно што лепо изгледа и мало кошта.
Оно што за већину посматрача изгледа као врхунац луксуза, у бити је изграђено крајње површно и јевтино; димњаци често не вуку дим, а прозори се не затварају сасвим. Отуда је живот у дворцу зими био веома некомфоран.
Између 1661. и 1663. на трошкове изградње је потрошено више од 1.500.000 ливри. Првобитни дворац Луја XIII коштао је укупно 300.000 ливри, од чега је 213.000 потрошено на дворац, а 82.000 на вртове. У периоду 1664—1688. годишње је трошено око милион ливри на градњу дворца. Француски државни буџет 80-их година 17. века износио је 110 милиона ливри, од чега је Луј, после Француско-холандског рата, издвајао 15 милиона за градњу Версаја. До Лујеве смрти за Версај (дворац, паркове, одржавање) потрошено је 300 милиона ливри. За намештај је утрошено 50 до 60 милиона и два милиона за изградњу канала. За поређење, одштета породици за смрт радника погинулог несрећним случајем при изградњи Версаја износила је 40 до 100 ливри.
Процењује се да је на изградњу и одржавање Версаја у доба до Француске револуције потрошен еквивалент од данашњих 2 милијарде америчких долара. Трошкови рестаурације и одржавања после Другог светског рата су несумњиво премашили ову своту. Рестаурација Галерије огледала, завршена 2006, коштала је 12 милиона евра. Француска влада је 1999. за пројекте рестаурације у наредних 7 година издвојила 135 милиона евра.

## Историјски значај

### Дворац у доба Лујева

#### Резиденција краља Сунца и његових наследника
Француска је у 17. веку била најмоћнија европска држава која је под влашћу краља Сунца постала културни, привредни и политички центар континента. Дворац у Версају је био слика француских достигнућа и симбол њене величине и снаге. Ред у уређењу паркова одражавао је ред који је Луј донео својој држави. 
Краљ је волео мали ловачки дворац свога оца. Ту је могао саградити репрезентативну нову палату, која би у уском Паризу била незамислива. Његова одлука да двор 1682. пресели из Лувра и палате Тиљерије у Версај обележила је наредне деценије француске историје. Овде је засновао стил владавине касније познат као апсолутизам. Луј XIV је овим потезом желео да спречи побуне попут побуне фронди и да строго контролише племство које има приступ до њега. Спречио је аристократију да се бави својим некадашњим послом регионалних администратора и заменио их бирократама. Само је двор додељивао положаје, титуле и надлежности, а они који би били далеко од краља, ризиковали би да изгубе привилегије и права. Тиме је смањена опасност од склапања завера далеко од двора, каква је постојала у време његовог оца.
Аристократија је политички ослабљена и уједно умирена скупим поклонима и раскошним прославама. Да би били у складу са најновијом модом, учествујући на прославама и лововима, племићи су пристајали да примају апанажу од краља. Добити стан у Версају била је посебна привилегија уз коју је ишла илузија да се учествује у управљању из центра моћи. Некад моћна француска аристократија добровољно се одрицала замака у провинцији да би време проводили у близини краља. Тако се дешавало да би неки племићи наслеђивали титуле војводстава које никада не би лично посетили. Ако би краљ за неког узгред поменуо да би „могао да проведе неко време у провинцији“, то би значио његов сигуран пад на друштвеној лествици. Зато се аристократија јако трудила да се допадне краљу. У дворцу су стално становале хиљаде људи. Ово је био прави град под једним кровом, са становима, простором за рад и забаву. У ходницима и дворанама су радили трговци. Међу хиљадама аристократа становника Версаја многи су били сиромашни. Они би становали у таванским просторијама. Виктор Иго је касније описао зграду дворца као „дворску касарну“.
Француско друштво је било веома оптерећено трансформацијом земљопоседничког у дворско племство. Племство се ослободило старих управљачких обавеза и почело живот у декадентној доколици. Трећи сталеж је за то време преузео терет пореза и морао да вредно ради да би се приближио стандарду живота повлашћене аристократије. Ово стање је стотињак година касније било један од узрока Француске револуције.
Под наследницима краља Сунца Версај је изгубио некадашњи централни значај, па се отмено друштво поново почело окупљати по провинцијским дворцима или париском салонима. Версај је и даље служио као резиденција краљева Луја XV и Луја XVI. Иако су коришћени и други дворци у околини Париза, Версај је увек био седиште владе и центар француског двора. Само је после смрти Луја XIV 1715, у доба регентства Филипа II у име дечака Луја XV, краљевска породица напустила Версај и боравила у дворцу Сен Клу.

#### Дворац и јавност
Палата није била резервисана само за племство; ући је могао свако ко је поседовао шешир и мач. Обичан народ је имао приступ дворанама Версаја. Краљевска породица је тако и обедовала у присуству јавности. Познато је да је Марија Антоанета родила своје прво дете у соби препуној посматрача. Приступ дворцу није значио и могућност контакта са дворјанима. Контакт са службеницима и дворјанима је био могућ само поштовањем устаљених дворских правила и посредника.

#### Дворски протокол
И претходници краља Сунца су имали развијен систем правила у глорификовању француских владара. Ипак, церемонијал који је развијен у доба Луја XIV их је све надмашио. Етикеција је диктирала сваки поступак, од великих прослава и пријема до обичних ручкова. Правила су постојала и за случај болести и смрти. Тако се Луј XV 1774. разболео од великих богиња у Тријанону, па су га брзо пренели у Версај, где је умро под будним оком целог двора.
Краљ је у овом систему био центар готово божанског обожавања. Краљева сврха је била да служи Француској. Бити краљу од помоћи када би он ујутру устајао, додати му воду или кошуљу, значило је врховну почаст. Право да се буде у присуству краља, право да се у његовом присуству говори, чак и право да се уће у његове одаје кроз одређена врата, било је одраз нечије моћи и репутације. Луј XIV је написао у својим мемоарима: 
Уопште је једно од најзначајнијих достигнућа Наше моћи да је једна ствар која по себи нема вредности, добила непроцењиву вредност
Етикеција се није односила само на однос према краљу, већ је важила и за војводе, принчеве, сваког дворјанина. Протокол је одређивао међусобне односе и свакоме додељивао место у дворском друштвеном систему.
Пример за строг дворски церемонијал је следећа анегдота, коју је пренела једна од дворских дама Марије Антоанете (мадам Кампан).
Краљичин церемонијал је одговарао краљевом церемонијалу. Дворска дама је имала право да краљици при облачењу пружи кошуљу. Друга дама јој је пружала подсукњу и одећу. Ако би ту била принцеза из краљевске породице, онда би на њу прешло право да краљици дода кошуљу. Тако је једном краљица била поред својих дама потпуно разодевена. Њена собарица је додала кошуљу њеној дворској дами у тренутку кад је у собу ушла војвоткиња од Орлеана. Дворска дама је вратила кошуљу собарици која је намеравала да кошуљу да војвоткињи, кад је у собу ушла још више рангирана грофица од Провансе. Сад је кошуља враћена собарици, па је тек из руку грофице стигла најзад до краљице. Све ово време она је била гола, онаква какву ју је Бог створио, морала је стајати и посматрати како се даме њеном кошуљом надмећу у давању комплимента

#### Прославе у Версају
Да би се забавили беспослени дворјани у Версају су организовани балови, прославе и турнири. Лично је краљ био организатор редовних забавних вечери у својим апартманима.
Поред сталних банкета, маскенбала и извођења опера, повремено су организоване вишедневне прославе које су својом блиставошћу и бројем званица служиле да увеличају краљеву славу.
Посебно су две прославе прошириле репутацију Версаја: од 7. до 14. маја 1664. одржана је велика прослава „Задовољства Чаробног острва“ у проширеном парку, где је краљ Луј XIV угостио 600 званица. Лајтмотив прославе, прича о Алсини и Чаробном острву, била је омиљена тема у доба барока. То је била прослава за коју је Жан-Батист Лили компоновао нове опере, а Молијер написао позоришне комаде. Због огромног новца уложеног у славље овај догађај је привукао пажњу и завист других европских дворова. Године 1668. приређена је прослава „Велико краљево задовољство“ поводом склапања мира из Ахена. Ова прослава није организована само због краљеве победе, већ и као поклон његовој љубавници мадам Монтеспан. У оквиру прославе изведен је балет са више од 1.200 глумаца, играча и статиста. Музику је написао дворски композитор Лили, а либрето дворски писац Молијер.
Друге значајне прославе одиграле су се у Версају 23. фебруара 1745. и 9. фебруара 1747, као и кад се венчао дофен и каснији краљ Луј XVI маја 1770.

#### Знаменити догађаји
У дворцу Версај одиграло се више битних историјских догађаја. Ту су обитавали амбасадори из више европских земаља, делегације из Сијама, Персије, као и Индијанци из француских колонија у Америци. Најзначајнији политички догађај било је склапање Версајског мировног уговора 1919.
Године 1757. Дамјен је овде покушао атентат на Луја XV (и због тога био рашчеречен), 1763. гостовао је млади Моцарт. Дана 19. септембра 1783. браћа Монголфје су послали на лет балоном једну овцу, једног петла и једну патку пред краљем, краљицом и више хиљада посматрача.

### Током револуције
Француска скупштина сталежа се 5. маја 1789. састала се у Grande Salle des Menus Plaisirs. Тиме је започела уставотворна фаза Француске револуције. Краљ, који је по уставу сазивао и распуштао скупштину сталежа, из политичких разлога је затворио скупштинску дворану. Посланици трећег сталежа су се окупили у затвореном тениском игралишту Версаја. Ту су 20. јуна положили тениску заклетву: „... да се никада не разиђемо, док држава не буде имала Устав...“.
Луј XVI и Марија Антоанета су живели у дворцу до 5. октобра 1789. Тог дана су жене из марша на Версај натерале краља, породицу и дворјане да напусте дворац и преселе се у Париз у палату Тиљерије. Револуционари су опљачкали дворац који је потом остављен празан.

### После револуције
После револуције 1789. дворац је отваран само изузетно. У доба владавине краља Луј-Филипа собе дворца су преуређене у национални музеј украшен бистама, портретима и другим значајним уметничким делима. Тада су начињене велике промене на северном и јужном крилу, створен је музеј у некадашњим апартманима, а средишње двориште јужног крила је наткривено и претворено у конгресну дворану.
Архитект паркова Габријел Туин је 1820. у свом делу Plans raisonnés de toutes le espèces de jardins дао предлог делимичног преуређења дворског парка којим би се он уклопио у још већу целину. Овај пројекат није реализован.

### Проглашење Немачког царства
Дворац Версај је имао велики значај у историји француско-немачких односа. Од 5. октобра 1870. до 13. марта 1871. дворац Версај је био командно место немачке армије. После победе над Француском у Немачко-француском рату из 1870/1871, 18. јануара 1871. у Галерији огледала дворца Версај, краљ Вилхелм I од Пруске је крунисан за кајзера (цара) Вилхелма I. Ово место је одабрано јер многе зидне слике из доба Луја XIV илуструју његове походе на немачке земље. Тиме је Виљем симболично означио поновно уједињење Немачке. Побеђени Французи видели су у овом чину само понижавање своје некадашње краљевине.
Француска национална скупштина се 10. марта вратила у Версај из Бордоа. У Париз је премештена 1879.
Французи су организовали потписивање Версајског мира у овом дворцу као реванш за проглашење немачког царства.

### Улога дворца у модерној Француској
Од времена треће републике састајала се Француска скупштина у Версају у посебно изграђеној дворани у јужном крилу. Овде су посланици и сенатори бирали Председника републике од 1879. до 1953. И данас се у дворцу Версај окупљају посланици код доношења веома важних одлука или промене устава.
Бретонски сепаратисти су 26. јуна 1978. изазвали подметнуту експлозију у дворцу Версај, који је за њих представљао симбол француског централизма.
Дворац и парк Версаја су стављени на УНЕСКО листу Светске баштине 1979.
Версајски дворац са својим парковима, музејима и споредним дворцима је отворен за јавност и представља најпосећенији дворац Француске. За одржавање дворца брине се екипа од 800 људи. Посета дворцу и музејима се наплаћује. Годишње дворац посети око три милиона људи. Око 70% посетилаца су странци.

## Версај као узор
Многи дворци и резиденције у 17. и 18. веку су грађени по узору на Версај. Међу њима су:
- Дворац Бленхајм - Енглеска
- Петерхоф - Русија
- Палата у Казерти - Италија
- Дворац Шенбрун - Аустрија
- Резиденција у Вирцбургу - Немачка
- Дворац Лудвигзбург - Немачка
- Дворац Херенкимзе - Немачка (Баварска)
- Дротингхолм - Шведска
- Естерхаза - Мађарска